# Look to the Rainbow
| Recensione | Giudizio |
| ---------- | -------- |
| AllMusic   | [ 3 ]    |

Look to the Rainbow è un album discografico della cantante brasiliana Astrud Gilberto, pubblicato dalla casa discografica Verve Records nell'aprile del 1966.

## Tracce

### LP
Lato A
1. Berimbou – 2:23 (Ray Gilbert, Baden Powell, Vinícius de Moraes) – Registrato il 23 dicembre 1965 a New York
2. Once Upon a Summertime – 3:00 (Jill Jackson, Seymour Miller) – Registrato il 23 dicembre 1965 a New York
3. Felicidade – 2:41 (Antônio Carlos Jobim) – Registrato il 6 dicembre 1965 a New York
4. I Will Wait for You – 4:42 (Michel Legrand, Norman Gimbel) – Registrato nel dicembre 1965 a New York
5. Frevo – 2:20 (Antônio Carlos Jobim) – Registrato il 22 novembre 1965 a New York

Lato B
1. Maria Quiet (Marie Moita) – 1:50 (Carlos Lyra, Norman Gimbel) – Registrato il 4 febbraio 1966
2. Look to the Rainbow – 3:20 (E.Y. Harburg, Burton Lane) – Registrato il 6 dicembre 1965 a New York
3. Bim Bom – 1:50 (João Gilberto) – Registrato il 10 dicembre 1965 al Van Gelder Studio di Englewood Cliffs, New Jersey
4. Lugar Bonito – 3:15 (Carlos Lyra, Norman Gimbel) – Registrato il 10 dicembre 1965 al Van Gelder Studio di Englewood Cliffs, New Jersey
5. Eu preciso aprender a ser só (Learn to Live Alone) – 3:15 (Marcos Valle, Ray Gilbert) – Registrato nel dicembre 1965 a New York
6. She's a Carioca – 2:22 (Antônio Carlos Jobim) – Registrato il 6 dicembre 1965 a New York

## Musicisti
Berimbou / Once Upon a Summertime
- Astrud Gilberto – voce
- Gil Evans – conduttore orchestra, arrangiamenti, piano
- Johnny Coles – tromba
- Bob Brookmeyer – trombone a pistoni
- Kenny Burrell – chitarra
- Sconosciuto – contrabbasso
- Grady Tate – batteria
- Altri componenti dell'orchestra sconosciuti

Felicidade / Look to the Rainbow / She's a Carioca
- Astrud Gilberto – voce
- Gil Evans – conduttore orchestra (brani: Felicidade e Look to the Rainbow), arrangiamento, piano
- Al Cohn – conduttore orchestra e arrangiamento (brano: She's a Carioca)
- Johnny Coles – tromba
- Bob Brookmeyer – trombone a pistoni
- Kenny Burrell – chitarra
- Sconosciuto – contrabbasso
- Grady Tate – batteria
- Altri componenti dell'orchestra sconosciuti

I Will Wait for You / Eu preciso aprender a ser só (Learn to Live Alone)
- Astrud Gilberto – voce
- Gil Evans – piano, conduzione e arrangiamento orchestra (brano: I Will Wait for You)
- Al Cohn – conduzione e arrangiamento orchestra (brano: Eu preciso aprender a ser só)
- Johnny Coles – tromba (solo nel brano: I Will Wait for You)
- Bob Brookmeyer – trombone a pistoni
- Kenny Burrell – chitarra
- Sconosciuto – contrabbasso
- Grady Tate – batteria
- Altri componenti dell'orchestra sconosciuti

Frevo
- Astrud Gilberto – voce
- Gil Evans – piano, conduzione e arrangiamento orchestra
- Johnny Coles – tromba
- Bob Brookmeyer – trombone a pistoni
- Kenny Burrell – chitarra
- Sconosciuto – contrabbasso
- Grady Tate – batteria
- Altri componenti dell'orchestra sconosciuti

Maria Quiet (Marie Moita)
- Astrud Gilberto – voce
- Altri musicisti sconosciuti

Bim Bom / Lugar Bonito
- Astrud Gilberto – voce
- Gil Evans – piano, conduzione e arrangiamento orchestra (brano: Bim Bom)
- Al Cohn – conduzione e arrangiamento orchestra (brano: Lugar Bonito)
- Johnny Coles – tromba
- Bob Brookmeyer – trombone a pistoni
- Kenny Burrell – chitarra
- Sconosciuto – contrabbasso
- Grady Tate – batteria
- Altri componenti dell'orchestra sconosciuti
- Creed Taylor – produttore
- Val Valentin – direzione ingegneria del suono
- Acy Lehman – design copertina album originale
- Joel Elkins – foto copertina album originale (giardino botanico di Brooklyn)[4]